# Департамент гражданства и миграции (Эстония)
Департамент гражданства и миграции (эст. Kodakondus- ja Migratsiooniamet) — существовавший в 1993—2010 годах департамент Эстонии, отвечавший за соблюдение правил, касающихся  гражданства и иммиграции. В 2010 году был ликвидирован, передав свои функции Департаменту полиции и погранохраны.

## Выпуск документов
Департамент имел право на выпуск следующих эстонских документов:
- Паспорт гражданина Эстонии
- Эстонский паспорт иностранца
- Эстонская ID-карта

## Рассмотрение заявок о гражданстве
Департамент нёс ответственность за рассмотрение заявок на получение гражданства Эстонии и получение статуса жителя Эстонии без гражданства.

## Иммиграционный контроль
Департамент являлся ответственным за исполнение визового режима и выдачу вида на жительство, а также за обработку просьб о политическом убежище.